# Fritz Wartenweiler
Fritz Wartenweiler (* 20. August 1889 als Friedrich Georg Wartenweiler in Kradolf, Kanton Thurgau; † 20. Juli 1985 in Frauenfeld) war ein Schweizer Schriftsteller, Pädagoge, Volkserzieher und Förderer der «Éducation permanente» «Missionar der humanen Vernunft», Internationalist und Pazifist. Er gilt als Begründer der Erwachsenenbildung in der Schweiz.

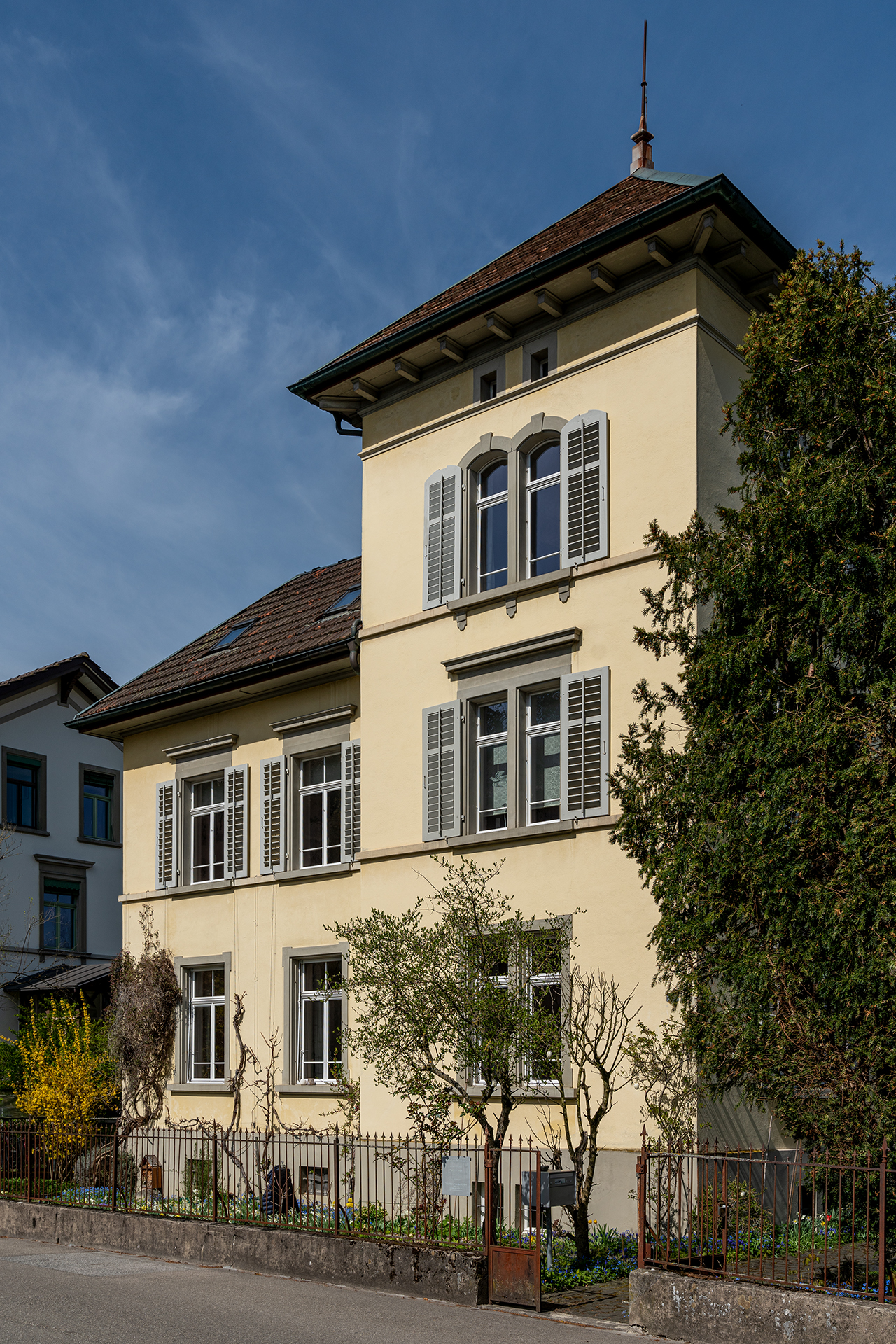
Haus zum «Nussbaum», langjähriges Wohnhaus der Familie Wartenweiler-Haffter in Frauenfeld

## Leben und Wirken
Fritz Wartenweiler wuchs als Sohn des Zichorienrösters Eduard Wartenweiler und seiner Frau Hermine geborene Kreis auf. 1896–1900 lebte er bei Grossvater, Onkel und Tante auf dem Bauernhof Asperüti in Neukirch an der Thur. Mit 15 Jahren trat er ins Gymnasium Frauenfeld ein, das er 1909 mit der Matura abschloss. Er studierte Philologie in Berlin (1909–1910) und Philosophie in Kopenhagen (1910–1911). Von 1909 bis 1910 war er Hilfslehrer an der Heimvolkshochschule Ryslinge Folkehøjskole (zweite Volkshochschule der Welt, gegründet 1851 von Nikolai Frederik Severin Grundtvig) auf der dänischen Insel Fünen.
1912 heiratete er die neun Jahre ältere Elsa Haffter. Er beendete sein Studium in Zürich mit der von Willy Freytag betreuten Dissertation Ein nordischer Volkserzieher; Die Entwicklung N. F. S. Grundtvigs zum Vater der Volkshochschule und wurde Doktor phil. I, Pädagogik. 1913 war er Lehrer in Wilen und unterrichtete an der landwirtschaftlichen Schule. Von 1914 bis 1917 war er Seminardirektor in Solothurn. Während des Ersten Weltkriegs leistete er von 1914 bis 1918 Aktivdienst und machte erste Versuche in der Erwachsenenbildung mit jungen Soldaten.
Nach dem Vorbild der Volkshochschulen in Dänemark gründete Fritz Wartenweiler 1919 das Volksbildungsheim «Nussbaum» in Frauenfeld und 1935 das Volksbildungsheim Herzberg in Densbüren bei Aarau. 1926 war Wartenweiler Mitgründer des Vereins «Freunde schweizerischer Volksbildungsheime». Von 1936 bis 1939 führte er Kurse für junge Männer auf der Staffelegg im «Volksbildungsheim Herzberg» durch. Während des Spanischen Bürgerkriegs (1936–1939) organisierte er Hilfsaktionen für die Kinder und beteiligte sich bei der Aufnahme und Betreuung von Flüchtlingen.
Im Zweiten Weltkrieg leistete Wartenweiler von 1939 bis 1945 Aktivdienst für die Sektion Heer und Haus. Wartenweiler setzte sich in seinen Büchern von 1949 und 1955 mit den internationalen Organisationen der FAO, der WHO und der UNESCO auseinander.
1955 war er im Patronatskomitee des neu gegründeten «Schweizerischen Hilfswerks für aussereuropäische Gebiete» (SHAG), der späteren Helvetas.
Seine letzten Lebensjahre verbrachte der Hochbetagte im Altersheim in Frauenfeld.

### Schriftsteller und Volkserzieher
Als Volkserzieher befasste sich Wartenweiler in seinem umfangreichen schriftstellerischen Werk mit der Völkerverständigung und der Vorbildwirkung humaner Persönlichkeiten unter dem Motto:

«Es gibt nichts Wichtigeres als die Erhaltung des Friedens.»

Auf seinen ersten Artikel von 1920 in der sozialistischen Wochenzeitschrift Der Aufbau folgten unzählige Bücher.

### Jugendbuchautor
Als Volkserzieher wusste Wartenweiler, wie wichtig positive Vorbilder (Lernen am Modell) für die gesunde Entwicklung der Jugend sind. Für das Schweizerische Jugendschriftenwerk (SJW) verfasste er eine ganze Reihe von Biografien herausragender Persönlichkeiten, die der Jugend als Vorbilder dienen konnten.

### Volksaufklärer
Den entscheidenden Impuls für den Aufbau seiner «Lebensschule» bekam Wartenweiler an der Volkshochschule in Dänemark: Die ganzen anderthalb Jahre Dänemark befähigten mich, deutlich zu spüren: Hier liegt die Aufgabe deines Lebens! Sorg dafür, dass eine wachsende Zahl von jungen Erwachsenen aus den verschiedensten Schichten, Berufen, Stufen nach den Stürmen des Reifens dem gemeinsamen Ziel entgegenwandern: leben zu lernen. Das bedeutet: einzudringen in die Höhen und Tiefen unseres Daseins, in Lust und Sorge, in Verstehen und Ahnen, im Hin und Her: aus dem geschäftigen Alltag den Wege ins Erhabene zu suchen. Hilf ihnen, etwas zu erfassen von der Wechselwirkung in allen Bereichen: von Jung und Alt, von Mann und Frau, von Eltern und Kindern! […] Nicht mit toter Gelehrsamkeit, wohl aber mit dem Werkzeug, das Grundtvig nannte: mit dem «lebendigen Wort». (Fritz Wartenweiler: Ein Neunziger sucht.)
Bekannt als «Mann mit dem Rucksack», war Wartenweiler während seiner Vortragstätigkeit oft monatelang in der Schweiz unterwegs.

«Die Zeit ist ernster geworden. Sie verlangt stärkere Anstrengung. Sie ruft nach grösserer Vertiefung. Sie braucht wärmere Hingabe. Sie fordert mehr Opfer. Sie braucht mehr Tatkraft. Sie bedarf der höchsten Liebe.»

Schon 1919 erteilte er seinen ersten Jungmännerkurs im «Nussbaum» in Frauenfeld. Ab 1923 führte Wartenweiler in dem von Didi Blumer (1883–1973) gegründeten Heim Neukirch an der Thur Kurse durch. Von 1936 bis 1939 bildete er junge Männer im Volksbildungsheim Herzberg aus. Während des Zweiten Weltkriegs hielt Fritz Wartenweiler von 1939 bis 1945 für die Sektion Heer und Haus der Schweizer Armee über 6000 Vorträge zur Geistigen Landesverteidigung.
Als 80-Jähriger eröffnete er seine Wanderausstellung in der Rotapfelgalerie und reiste damit viele Monate durch die Schweiz. Er weitete auch seine Vortragstätigkeit über Skandinavien aus.

## Werke (Auswahl)
- 1912: Vom Leben auf einer dänischen Volkshochschule. Nußbaum-Versand H. Brigati, Zürich 1935.
- 1930: «Bestseller» über Fridtjof Nansen
- 1932: Friede Abrüsten Umrüsten. Zürich.
- 1934: Führende Schweizer in schweren Krisenzeiten: Bruder Klaus, Escher von der Linth, General Dufour. Erlenbach.
- 1935: Näbis-Uli, der arme Mann im Toggenburg (1735–1798). Nußbaum-Versand H. Brigati, Zürich.
- 1936: Volksbildungsheime Wozu? Rotapfel-Verlag, Erlenbach/Zürich.
- 1939: Zwanzig Jahre im Dienste der Volksbildung. Nussbaum-Versand. Freunde schweizerischer Volksbildungsheime.
- 1939: Schweizer suchen die Wahrheit – Schweizer Wahrheitsforscher im 19. Jahrhundert. Rotapfel-Verlag, Erlenbach/Zürich.
- 1941: Me cha nünt mache! – Me cha öppis mache. Heimatwoche auf dem Herzberg 1941. Volksbildungsheim «Herzberg», Asp (Aargau).
- 1942: Gotthelf der Bauer und der Nichtbauer im Pflanzenwerk der Kriegszeit. Verlag Verband schweizerischer Konsumvereine, Bern.
- 1949: UNESCO beruft Volksbildner nach Helsingör. Frauenfeld.
- 1951: Was tun wir für den Frieden? Rotapfel-Verlag, Erlenbach/Zürich.
- 1954: August Forel: Ein Lebenskampf für die Gesundheit von Leib und Seele. Schweizerischer Verein abstinenter Lehrer und Lehrerinnen, Bern.
- 1955: Die Welt ist reich – Vom Ringen der Weltorganisationen für Brot: FAO, Arbeit: ILO, Gesundheit: WHO, Geistiges Leben: UNESCO. Rotapfel-Verlag, Erlenbach/Zürich.
- 1955: Mahatma Gandhi: Die große Seele Indiens. Schweizerischer Verein abstinenter Lehrer und Lehrerinnen.
- 1955: Hans Conrad Escher von der Linth (1767–1823): «Die nötigen Reformen zur rechten Zeit! Sonst kommt die Revolution.» Hauenstein, Olten.
- 1956: Suez … Asien – Afrika.
- 1959: Ein Siebziger dankt.
- 1959: Mut. Ein Bündel Vorträge und Artikel. Rotapfel-Verlag, Erlenbach/Zürich.
- 1960: Abenteuer im Kampf gegen den Hunger. Gute Schriften, Zürich.
- 1967: Elisabeth Müller und ihre Welt. Rotapfel-Verlag, Erlenbach/Zürich.
- 1969: Weckrufe.
- 197-?: Pierre Ceresole. Brigati (Nussbaum-Versand), Zürich.
- 1979: Autobiographie Ein Neunziger sucht. Rotapfel-Verlag, Erlenbach/Zürich, ISBN 3-85867-098-7.

Jugendliteratur
- Fridtjof Nansen. Ein Held des Friedens. I. Teil: Vorwärts (Fram) zum Nordpol. SJW-Heft 11.
- Fridtjof Nansen 1861–1939. Held des Friedens. II. Teil: Vorwärts zur Nächstenliebe. Ab 12 J., SJW-Heft 25.
- Der Urwalddoktor Schweitzer. Ab 12 J., SJW-Heft 49.
- Hans Konrad Escher von der Linth. SJW-Doppelheft 54/55.
- «Sie fährt elektrisch.» Technik und Verkehr. Ab 12 J., SJW-Heft 388.
- General Dufour – der beste Schweizersoldat. Ab 12 J., SJW-Heft 444.
- Max Huber. Ein Schweizer im Dienste der Menschheit. Ab 14 J., SJW-Heft 517.
- David Ben Gurion: vom Landarbeiter zum Staats-Chef. SJW-Verlag, Zürich 1957 oder 1961.
- Dag Hammarskjöld: Verhandeln, vermitteln, versöhnen. SJW-Verlag, Zürich 1962.
- General Guisan. Ab 13 J., 1964, SJW-Heft 878.